# Eupetinus omalioides
Eupetinus omalioides är en skalbaggsart som först beskrevs av Sharp 1878.  Eupetinus omalioides ingår i släktet Eupetinus och familjen glansbaggar. Inga underarter finns listade i Catalogue of Life.